# Hasta (broń)

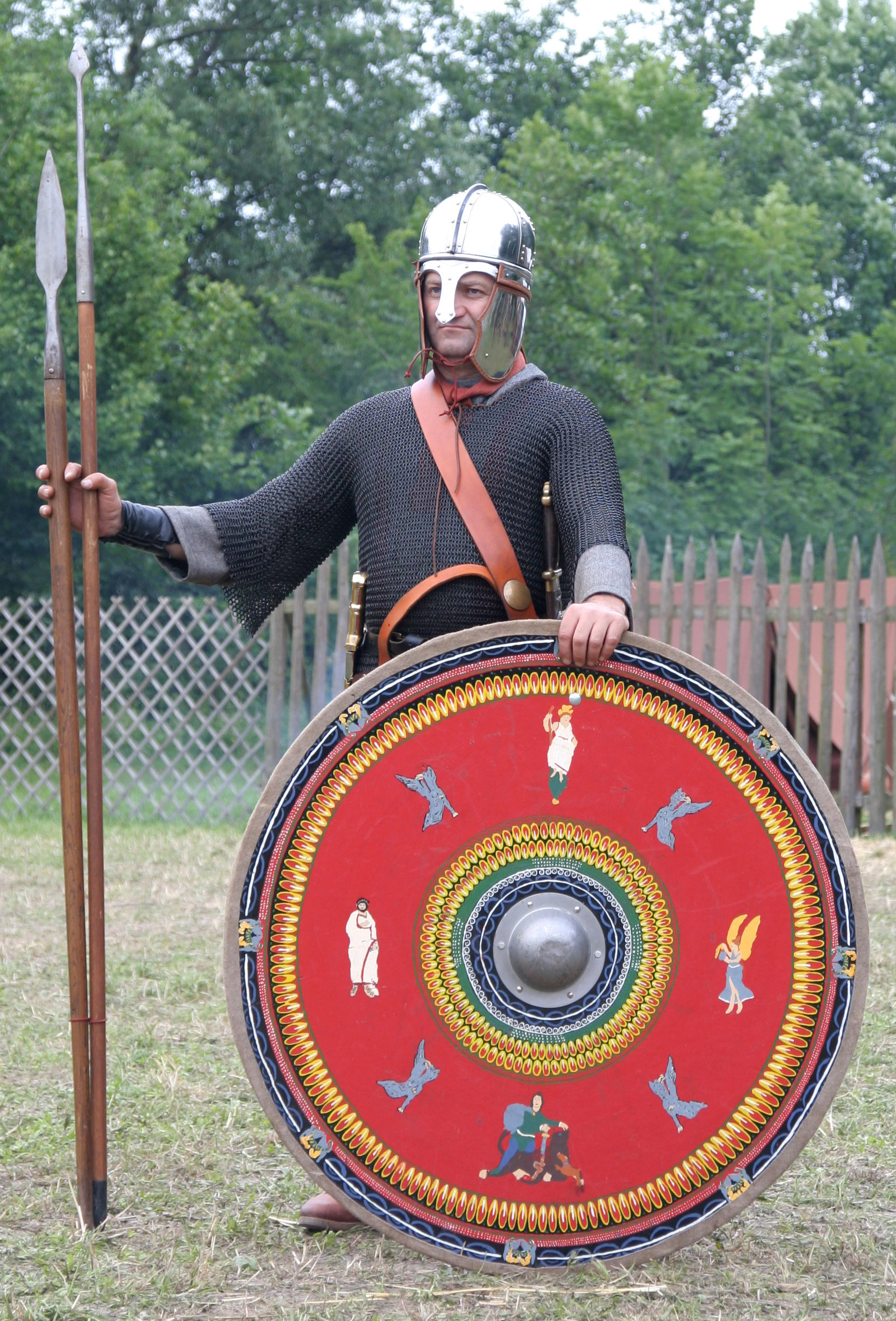
Rzymski legionista (rekonstrukcja) uzbrojony w pilum i hastę

Hasta – jeden z rodzajów włóczni używanych przez legionistów rzymskich. Składała się z długiego (ok. 2,5 – 3,5 m) drzewca, wykonywanego zazwyczaj z młodego drzewa jesionu lub orzecha, odznaczającego się giętkością i wytrzymałością, oraz z szerokiego grotu o kształcie liściastym, wykonywanego z żelaza. U dołu zakończona była stopką z brązu, która umożliwiała wbicie włóczni w ziemię bez szkody dla drewnianych części. To zakończenie mogło również służyć jako zapasowe ostrze, gdyby grot uległ zniszczeniu.
W legionie republikańskim hasty używali żołnierze trzeciej linii manipułów – triarii oraz ciężkozbrojna jazda. Piechota posługiwała się nimi jedną ręką, natomiast jazda oburącz. Używana była zarówno w okresie republiki, jak i cesarstwa.